# Radio Zéma
Radio Zéma (Zone d'Écoute Margeride Aubrac) est une radio associative (Catégorie A) basée à Saint-Chély-d'Apcher en Lozère. 

## Fonctionnement
Elle se veut une «radio locale pluraliste et de type associatif». Elle émet sur le 96,2 MHz. La radio est animée par des salariés et par des bénévoles. Ne diffusant pas de publicité, elle échappe à toute contrainte commerciale et peut ainsi s’autoriser une liberté de ton et de programmation.
Elle couvre la Lozère mais aussi une bonne partie de l’Auvergne, du Cantal, de la Haute-Loire, de l’Ardèche et du Gard.

## Historique
Elle a été créée en juillet 1981 et fut, le 19 avril 1983,  l' une des premières radio légalisée en France, obtenant même une dérogation dès fin 1981.